# Pseudacteon curriei
Pseudacteon curriei är en tvåvingeart som först beskrevs av Malloch 1912.  Pseudacteon curriei ingår i släktet Pseudacteon och familjen puckelflugor.
Artens utbredningsområde är British Columbia. Inga underarter finns listade i Catalogue of Life.